# Ulf Mehlhorn
Ulf Mehlhorn (* 21. Juni 1968 in Stollberg) ist ein ehemaliger deutscher Fußballspieler.

## Sportliche Laufbahn

### BSG-, Club- und Vereinsstationen
Ulf Mehlhorn spielte in seiner Jugendzeit bei der BSG Esda Thalheim und wechselte 1981 zum FC Karl-Marx-Stadt. In der Juniorenoberliga wurde er 1986 mit dem FCK DDR-Meister.
Sein Debüt in der DDR-Oberliga gab er am 26. März 1988 im Spiel gegen Wismut Aue. In den folgenden Jahren wurde Mehlhorn wichtiger Bestandteil der Mannschaft, die zu dieser Zeit ihre erfolgreichste Zeit nach der Meistersaison 1966/67 erlebte. So spielte der FCK damals im UEFA-Pokal. Ulf Mehlhorn stand dabei 1989/90 in fünf Spielen gegen Boavista Porto, den FC Sion und Juventus Turin auf dem Platz und erzielte beim Auswärtsspiel in Porto mit einem Freistoß in der Verlängerung das entscheidende Tor, das das Weiterkommen sicherte. 
Mehlhorn spielte nach der Zusammenführung von ost- und westdeutschem Fußball noch bis 1995 beim Chemnitzer FC in der 2. Bundesliga, bevor er in die 1. Bundesliga zu Fortuna Düsseldorf wechselte, wo er ebenfalls Stammspieler war. Nach dem Abstieg der Fortunen 1997 spielte Mehlhorn noch eine Saison in der 2. Bundesliga beim VfB Leipzig, bevor er 1998 zum Chemnitzer FC, der inzwischen in der drittklassigen Regionalliga antrat, zurückkehrte. Dort hatte er maßgeblichen Anteil am Aufstieg der Himmelblauen aus der Regionalliga Nordost im Frühjahr 1999. 
Nach dem erneuten Abstieg 2001 blieb Mehlhorn beim CFC und war mit seiner Erfahrung ein wichtiger Führungsspieler in der Mannschaft. Nach der Saison 2004/05 verabschiedete sich Ulf Mehlhorn vom Profifußball und spielte wieder bei seinem Jugendverein Tanne Thalheim in der Bezirksklasse Chemnitz. Nach dem Aufstieg der Thalheimer in die Bezirksliga im Sommer 2011 beendete er seine aktive Karriere.

### Auswahleinsätze
Nach sieben Einsätzen für die U-21-Auswahl der DDR in den Jahren 1988 und 1989 wurde er in der starken Karl-Marx-Städter Vizemeistersaison 1989/90 auch in die wiederbelebte B-Nationalelf des DFV berufen. In der mit 2:1 gegen Schottlands Reserve gewonnenen Partie am 26. April 1990 wurde er in Glasgow in der 77. Minute für Volker Röhrich eingewechselt.

## Trainerlaufbahn
Später war Ulf Mehlhorn unter anderem im Führungsstab des Nachwuchsleistungszentrums Chemnitz aktiv. Beim CFC war er Mitte der 2010er-Jahre Co-Trainer der 1. Mannschaft an der Seite seines früheren Mitspielers Sven Köhler und gegen Ende des Jahrzehnts Coach der C-Junioren.

## Statistik
- DDR-Oberliga: 81 Spiele (14 Tore)
- 1. Bundesliga: 57 Spiele (2 Tore)
- 2. Bundesliga: 237 Spiele (10 Tore)
- Regionalliga: 144 Spiele (12 Tore)
- Europapokal: 5 Spiele (1 Tor)